# Арпат (річка)
Арпа́т (крим. Arpat, також Пананьян-Узень) — річка на південно-східному березі Криму, на території Ялтинського району, ліва притока річки Ускут впадає за 1,8 км від гирла.
Довжина річки близько 10 кілометрів, площа басейну 28,1 км ². Річка утворюється в селі Зеленогір'я злиттям двох витоків — Пананьян-Узень праворуч і Кушень-Узень зліва, причому основним, власне Арпатом, прийнято вважати Пананьян-Узень, яка бере свій початок з Арпатської яйли біля перевалу Горуча-Богаз, і складається з 5 джерел однойменного джерела в урочищі Панагія.
Річка утворює невелику родючу долину, у верхній частині падаючи невеликими водоспадами.